# Rodney McGruder
Rodney Christian McGruder (ur. 29 lipca 1991 w Landover) – amerykański koszykarz, występujący na pozycji rzucającego obrońcy, od 2023 zawodnik Golden State Warriors.
7 kwietnia 2019 został zwolniony przez Miami Heat. 9 kwietnia dołączył do Los Angeles Clippers
19 listopada 2020 trafił w wyniku wymiany do Detroit Pistons. 6 sierpnia 2021 opuścił zespół. 10 sierpnia 2021 zawarł kolejną umowę z klubem. 10 stycznia 2022 trafił w wyniku wymiany do Denver Nuggets. 13 stycznia 2022 transfer został anulowany ze względu na negatywne testy fizyczne Bol Bola i powrócił do składu Pistons. 28 września 2023 został zawodnikiem Golden State Warriors. 20 października 2023 opuścił klub.

## Osiągnięcia
Stan na 2 listopada 2023, na podstawie, o ile nie zaznaczono inaczej.
NCAA
- Uczestnik:
  - rozgrywek  Elite Eight turnieju NCAA (2010)
  - turnieju NCAA (2010–2013)
  - meczu gwiazd NCAA – Reese's College All-Star Game (2013)
- Mistrz sezonu regularnego konferencji Big 12 (2013)
- MVP turnieju Diamond Head Classic (2012)
- Zaliczony do: 
  - składu Honorable Mention All-American (2013 przez AP)
  - I składu:
    - Big 12 (2013)
    - turnieju:
      - Big 12 (2013)
      - Diamond Head Classic (2012)

    - defensywnego Big 12 (2012)

  - II składu Big 12 (2012)
  - III składu Big 12 (2011)

Drużynowe
- Mistrz D-League (2016)
- Wicemistrz Węgier (2014)
- Uczestnik rozgrywek EuroChallenge (2014)